# سه‌چاه (کوهک)
سه چاه روستایی در دهستان کوهک بخش مرکزی شهرستان جهرم استان فارس ایران است. این روستا پرجمعیت‌ترین روستای دهستان کوهک به‌ شمار می‌رود.

## جمعیت
بر پایه سرشماری عمومی نفوس و مسکن در سال ۱۳۹۵ جمعیت این مکان ۲۵۶ نفر (۶۳ خانوار) بوده‌است.